# Samuel W. Alderson
Samuel W. Alderson (21 octobre 1914 - 11 février 2005 à Marina Del Rey, Californie) est un inventeur américain surtout connu pour la mise au point du dispositif anthropomorphe d'essai, largement utilisé pendant la dernière moitié du XXe siècle par les fabricants automobiles pour vérifier l'efficacité des ceintures de sécurité et la sécurité des instruments de bord des automobiles.

## Biographie
Alderson naquit à Cleveland en Ohio aux États-Unis mais fut élevé dans le Sud de la Californie où son père, un immigré roumain, exploitait un atelier de travail du métal et de fabrication d'enseignes. Samuel obtint son diplôme du high school à quinze ans et entreprit d'autres études à temps partiel au Reed College, au Caltech, à l'université Columbia et à l'université de Californie à Berkeley. Il interrompit régulièrement ses études pour aider à l'atelier familial. Il compléta ses études à Berkeley sous la supervision de Robert Oppenheimer et Ernest Orlando Lawrence, mais ne put défendre sa thèse doctorale. 
En 1952, il lança son entreprise, Alderson Research Laboratories, et rapidement obtint un contrat de fabrication d'un dispositif anthropomorphe d'essai pour des tests de sièges éjectables d'avions. À la même époque, les fabricants automobiles furent obligés d'augmenter la sécurité de leurs véhicules, sans recourir à des êtres vivants ou des cadavres. 
En 1966, la National Traffic and Motor Vehicle Safety Act devint loi, ce qui, avec la publication de l'ouvrage Unsafe at Any Speed de Ralph Nader, obligea les fabricants à utiliser des dispositifs plus efficaces. Alderson fabriqua alors V.I.P., un simulacre d'homme moyen, pouvant simuler les effets provoqués par un impact. Son travail servit de base à une famille de dispositifs anthropomorphes d'essai (Hybrid), qui est encore largement utilisé au début du XXIe siècle. 
Alderson travailla aussi pour le compte des forces armées américaines. Pendant la Seconde Guerre mondiale, il mit au point un film optique qui permit d'améliorer les performances des périscopes des sous-marins. Il travailla sur les grenades anti-sous-marines et les systèmes de guidage des missiles. Il mit également au point des simulacres, surnommés « fantômes médicaux », qui réagissaient aux radiations, et des plaies synthétiques, qui servirent aux formations des urgentistes. Cette invention lui donna l'impulsion de créer une autre entreprise, Radiology Support Devices, qui fournissait l'industrie des soins de santé. Par la suite, il créa des simulacres qui servirent lors de simulations où le cône des vaisseaux spatiaux Apollo amerrissaient après une mission.
Alderson mourut dans sa maison, à Marina Del Rey en Californie, de complications découlant d'une splénomégalie myéloïde. Alderson était veuf d'un mariage et divorça trois fois.